# Jeanne d'Arc (R97)
Jeanne d'Arc (R97) byl vrtulníkový křižník francouzského námořnictva plnící v něm primárně úlohu cvičné lodě. V případě války mohl křižník fungovat též jako vlajková loď protiponorkového uskupení či výsadková loď s kapacitou 700 mužů. V aktivní službě byl v letech 1964–2010.

## Stavba

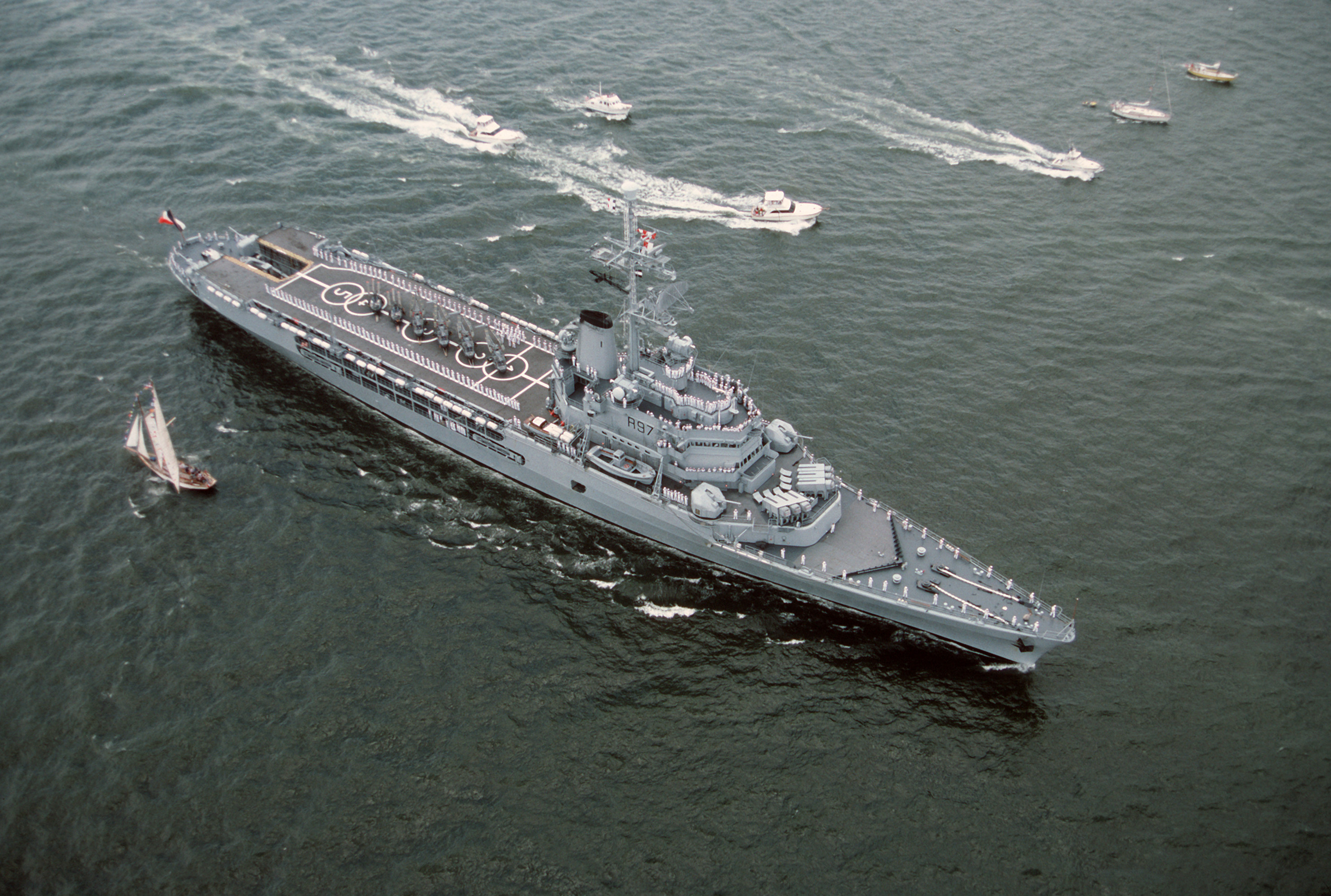
Jeanne d'Arc (R97)

Křižník postavila loděnice Arsenal de Brest. Stavba byla zahájena 7. července 1960, dne 30. září 1961 byl trup lodi spuštěn na vodu a konečně 30. června 1964 byla Jeanne d'Arc přijata do služby.

## Konstrukce

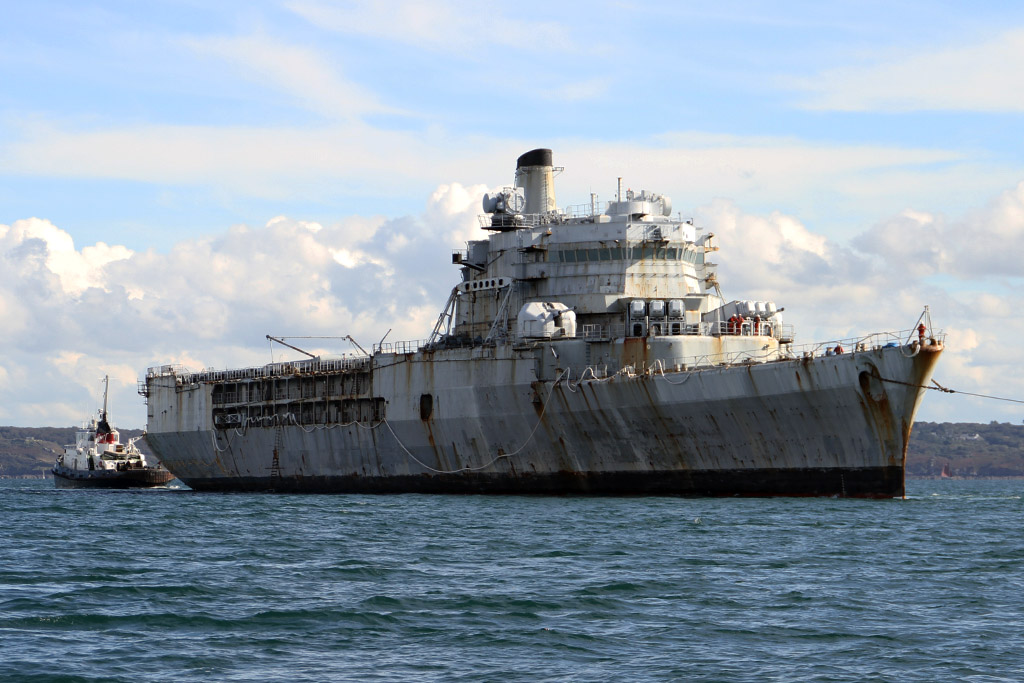
Jeanne d'Arc (R97) po vyřazení

V přední části lodě byla hlavní nástavba, za níž se nacházela letová paluba umožňující operace dvou těžkých vrtulníků současně. Pod ní se nacházel palubní hangár s kapacitou čtyř těžkých transportních vrtulníků Super Frelon a prostory pro kadety. Demontáží prostor pro kadety bylo možné zvýšit kapacitu hangáru na osm vrtulníků.
Palubní výzbroj po dokončení lodi tvořily čtyři 100mm kanóny Creusot-Loire v jednohlavňových dělových věžích, které v roce 1974 doplnilo šest kontejnerů protilodních střel MM.38 Exocet před velitelským můstkem. Pohonný systém tvořily čtyři kotle a dvě turbíny. Nejvyšší rychlost byla 26,5 uzlu.